# سپاه ۴۷ (ورماخت)
سپاه ۴۷ (به آلمانی: XXXXVII. Armeekorps) که بعداً به سپاه ۴۷ زرهی (به آلمانی: XXXXVII. Panzerkorps) تغییر عنوان داد، یکی از سپاه‌های نیروی زمینی آلمان در دوره رایش سوم بود که در جنگ جهانی دوم به عملیات پرداخت.

## تاریخچه عملیاتی

### شوروی

#### مسکو
سپاه ۴۷ موتوریزه در جریان نبرد مسکو متشکل از لشکرهای دهم، بیست و پنجم و بیست و نهم پیاده‌نظام موتوریزه و لشکر هجدهم زرهی (به استثنای هنگ زرهی آن) می‌شد. پس از نبردهای ناحیه بریانسک، این سپاه در پشت خط مقدم در نزدیکی اریول گرد آمد. با وجود وخامت اوضاع تدارکاتی دیگر یگان‌های ورماخت، سپاه ۴۷ موتوریزه وضعیت تدارکاتی نسبتاً مناسبی داشت. با توجه به بارش سنگین برف، قرارگاه سپاه روز ۴ نوامبر سال ۱۹۴۱ به چهار لشکر خود توصیه نمود لازم است به زودی یگان‌های سورتمه‌سوار جهت «گشت‌زنی، شناسایی و رزم» تشکیل دهند.

### رومانی
ماه مه سال ۱۹۴۴ سپاه ۴۷ زرهی در حال دفاع از قسمتی از خط مقدم در رومانی در ناحیه تارگول-فروموس بود. در این موقعیت این سپاه بر لشکر پنتسرگرنادیر گروس‌دویچلانت در خط مقدم و لشکر تضعیف‌شده بیست و چهارم زرهی با تنها ۲۴ تانک پنزر ۳ و پنزر ۴ در جایگاه ذخیره تکیه داشت.